# Данило Лекић Шпанац
Данило Лекић Шпанац (Краље, код Андријевице, 13. јун 1913 — Београд, 3. октобар 1986) био је учесник Шпанског грађанског рата и Народноослободилачке борбе, генерал-пуковник ЈНА, амбасадор и друштвено-политички радник СФРЈ и народни херој Југославије.

## Биографија
Рођен је 13. јуна 1913. године у селу Краљима, код Андријевице, у Црној Гори. Потиче из учитељске породице, његов отац Благоје је био веома цењен и поштован у Горњем Полимљу. Основну школу је завршио у родном селу, а гимназију је похађао у Подгорици, Беранама, Битољу и Тетову. Студирао је на Филозофском факултету у Скопљу и дипломирао 1936. године.
Још за време студија укључио се у револуционарни студентски покрет. Члан Комунистичке партије Југославије (КПЈ) постао је 1935. године.
Из Београда је, 1937. године, отишао као добровољац у Шпанију, и до 1939. године се борио за одбрану Шпанске републике. У Интернационалним бригадама заузимао је истакнуте функције. Најпре је био заменик команданта Базе интернационалних бригада, па командант Подофицирске школе. На лични захтев је пребачен у јединицу на фронту, где се налазио на функцијама политичког комесара чете, па батаљона и вршиоца дужности политичког комесара Петнаесте интернационалне бригаде.
После слома републиканских снага, од 1939. до 1941. године био је у концентрационим логорима у Француској, у Сен Сипријену, Гирсу и Вернеу. Данило је имао водећу улогу у организовању пребацивања шпанских добровољаца у Југославију. По директиви КПЈ, као секретар партијске организације и вођа групе, маја 1941. године повео је прву групу на добровољни рад у Немачку. После напада Трећег рајха на Совјетски Савез, 22. јуна, на Лекићев предлог, група доноси одлуку о бекству и средином јула је успела да се пребаци у Југославију.

### Народноослободилачка борба
Августа 1941. године Данило је, као искусан официр и политички радник, постављен за политичког комесара Мачванског партизанског одреда. Све до марта 1942. године ратовао је у Србији, учествовао је у борбама код Шапца, на Церу и у Првој непријатељској офанзиви.
Марта 1942. године постао је заменик команданта Прве пролетерске ударне бригаде, а од новембра и командант. Као командант, успешно је водио бригаду у борбама за Јајце, Котор Варош, Теслић, и друга места у Босни, крајем 1942. и почетком 1943. године. Са бригадом је активно учествовао у Четвртој и Петој непријатељској офанзиви.
Јула 1943. године Лекић је постављен за команданта Шеснаесте војвођанске дивизије. Под његовом командом, Дивизија је 1943. године учествовала у борбама у источној Босни. У августу и септембру ослободила је Бијељину, Власеницу, Цапарде и Зворник. У пролеће 1944. године водила је борбе на Мајевици и за ослобођење Кладња.
Од 1. јула до средине новембра 1944. године, Данило је био командант Дванаестог војвођанског корпуса НОВЈ, са којим је водио борбе у источној Босни, Црној Гори и Србији. Учествовао је у борбама за ослобођење Београда, и борбама код Авале и Рушња. Дванаести корпус је 22. октобра форсирао Саву, и наставио гоњење непријатеља кроз Срем.

### Послератни период
Децембра 1944. године, као генерал-лајтнант, упућен је на Вишу војну академију „Ворошилов“ у Москви. После ослобођења био је командант Четврте армије, затим Главни испектор (ЈНА), начелник Историјског оделења ДСНО, главни уредник Војне енциклопедије и војни аташе у САД. Демобилисан је у чину генерал-пуковника ЈНА, 1956. године.
Од 1956. до 1969. био је у дипломатској служби — амбасадор ФНРЈ у Бразилу (1957—1961), шеф мисије СФРЈ у Организацији уједињених нација (ОУН), помоћник Савезног секретара за иностране послове СФРЈ, амбасадор СФРЈ у Египту (1967—1969) и председник Комисије за народну одбрану Председништва СФРЈ (1969—1974).
Преминуо је 3. октобра 1986. у Београду. По личној жељи је кремиран, а његова урна је положена на гробљу у родном селу Краље, код Андријевице.
Носилац је Партизанске споменице 1941. и других југословенских одликовања, међу којима су — Орден ратне заставе, Орден југословенске заставе са лентом, два Ордена партизанске звезде првог реда, Орден заслуга за народ са златном звездом, Орден братства и јединства са златним венцем и Орден за храброст. Од совјетских одликовања, носилац је Ордена Кутузова. Орденом народног хероја одликован је 20. децембра 1951. године.

## Други о Данилу Лекићу Шпанцу
Антоније Исаковић: „Добро памтим. Данило Лекић је командовао: „Прва пролетерска — јуриш!!” И, вероватно, ја мислим да је то једини пут кад је цела Прва пролетерска јуришала. Преко те чистине. Сви смо били у истом стрељачком строју. Први пут, сви... И све команде чета, и сви штабови батаљона и штаб бригаде, и Шпанац (Данило Лекић) и Плави (Мијалко Тодоровић) су били у јуришу, и сви курири, и сви кувари, и сви болничари... Све је изашло ту, колико нас је било. Ми смо кренули. И сви смо знали: нема назад! Ми морамо тамо!”
Бејзил Дејвидсон: „Био је храбар, полетан, изнимно самоуверен. Његова интелектуална позадина издизала га је из уског провинцијализма који карактерише многе њихове команданте (мада ретко оне који су се борили у Шпанији).”
Коча Поповић: „Дужан сам, ипак, да поновим истину која борцима са Сутјеске није остала непозната, а ваљда ни за историчаре није спорна: ако сам за одлуку о пробоју Прве пролетерске дивизије одговоран, или заслужан, углавном ја, за њено спровођење, хоћу рећи за успех те операције, одлучујућа је била способност и храброст Данила Лекића.”

## Галерија
- Лекић и Иван Гошњак у Шпанији, 1938.
- Лекић говори борцима уочи пробоја на Сутјесци, јун 1943.
- Коча Поповић и Лекић, 1943.
- Партизанска споменица 1941.
- Орден народног хероја